# Somatoforma störningar
Somatoforma störningar är en grupp psykiska störningar som kännetecknas av att personen har fysiska symtom som uteslutande har psykiska orsaker och inte kan förklaras organiskt eller med en annan psykisk störning (till exempel panikattack). Symtomen som de somatoforma störningarna ger har därför heller inte neurologiska orsaker. Varianter av somatoforma störningar klassificerades förr som hysteri, i synnerhet om patienten uppvisade la belle indifférence, det vill säga var likgiltig eller förnöjd av de fysiska symtomen.
För att klassificeras som en somatoform störning måste besvären orsaka lidande eller vara funktionsnedsättande. Symtomen får heller inte vara simulerade eller bero på att personen vill få uppmärksamhet, eftersom somatoforma störningar står utanför personens egna kontroll. De symtom som en person med somatoforma störningar upplever är alltså verkliga och inte påhittade.
Människor med somatoforma störningar uppsöker ofta sjukvården för sina fysiska symtom, trots att tester visar att de inte har någon organisk sjukdom. När tester visar att personen inte har sjukdomen de söker för, kan symtomen förändras fullständigt varmed personen fortsätter uppsöka vård. De fysiska symtomen är som regel flera, från flera kroppsdelar, och innefattar ibland svår smärta som inte heller har fysiska orsaker. För somliga är symtomen starkt knutna till vissa stressorer, och kan innefatta tandgnissling, huvudvärk, ryggont och menstruationsstörningar.
Några former av somatoforma störningar är inbillade utseendedefekter, konversionsstörning (eller konversionssyndrom), hypokondri och neurasteni. I klassificeringssystemet ICD räknas också somatoform autonom dysfunktion som en särskild form, vilket innebär att personen verkar uppjagad (svettas, rodnar, blir darrhänt, etc) där symtomen också kan innefatta till exempel mag- och tarmproblem, dysuri, hicka och hyperventilation.
Kortvarig somatisering som inte skapar större lidande eller funktionsnedsättning, är en försvarsmekanism som kan vara ett symtom på stress.